# Cratere Houston
Houston  è un cratere sulla superficie di Marte.